# 犬糸状虫症
犬糸状虫症（いぬしじょうちゅうしょう、英:dirofilariasis）とはフィラリアの一種である犬糸状虫（Dirofilaria immitis）成虫が、肺動脈あるいは右心室に寄生する感染症（フィラリア症）を原因とする犬の循環障害。犬フィラリア症ともされる。
犬糸状虫はトウゴウヤブカなどの蚊を中間宿主とし、犬のほかにネコ科、クマ科、フェレットなどにも感染する。肺動脈寄生ではその2/3は無症状であるが、軽度では咳、中等度では可視粘膜の蒼白、運動不耐性、呼吸困難がみられ、重度では腹水、皮下浮腫、収縮期雑音、頸動脈拍動が認められる。診断はミクロフィラリア検出が最も確実な方法であるが、オカルト感染に注意する必要がある。
治療は外科的成虫摘出、メラルソミンなどの薬剤による成虫の殺滅、ジチアザニンなどの薬剤によるミクロフィラリアの殺滅を行う。予防にはイベルメクチン、ミルベマイシン、モキシデクチンなどの薬剤を使用する。心奇形による左右短絡が存在すると虫体が左心系に移行し、動脈塞栓による奇異性塞栓症が発生することがある。